# کاهی، خیبر پختونخوا
کاهی (به انگلیسی: Kahi) یک روستا در پاکستان است که در ناحیه هنگو واقع شده‌است.